# Saint-Clément-sur-Valsonne
Saint-Clément-sur-Valsonne ist eine französische Gemeinde mit 904 Einwohnern (Stand: 1. Januar 2022) im Département Rhône in der Region Auvergne-Rhône-Alpes. Die Gemeinde gehört zum Arrondissement Villefranche-sur-Saône und zum Kanton Tarare. 

## Weblinks

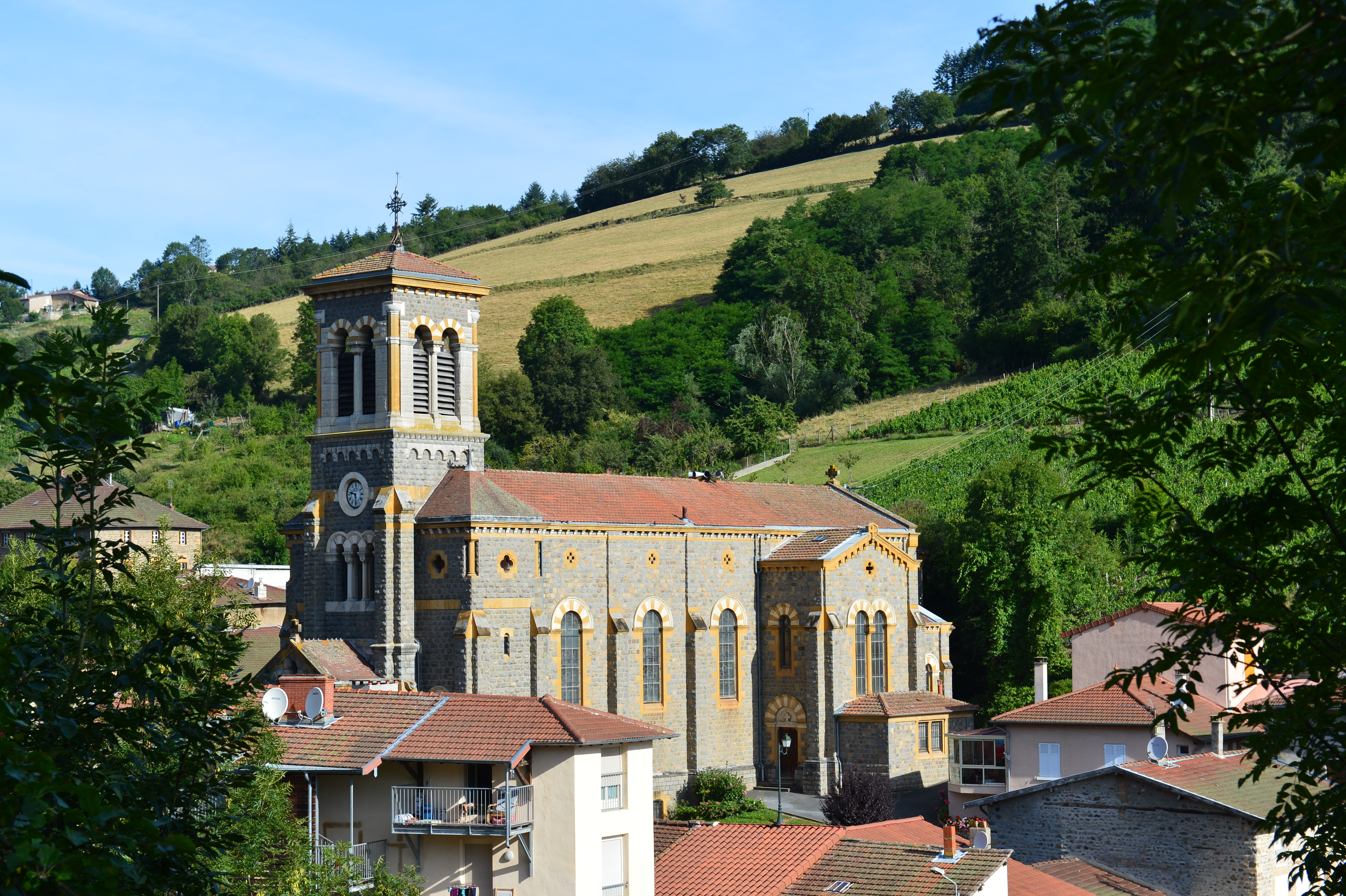
Kirche Saint-Clément

## Geographie
Saint-Clément-sur-Valsonne liegt rund 20 Kilometer westsüdwestlich von Villefranche-sur-Saône im Weinbaugebiet Bourgogne. Umgeben wird Saint-Clément-sur-Valsonne von den Nachbargemeinden Valsonne im Norden und Nordwesten, Dième im Norden, Saint-Vérand im Osten, Vindry-sur-Turdine mit Dareizé im Süden und Südosten sowie Tarare im Westen und Südwesten.

## Bevölkerungsentwicklung
| Jahr                       | 1962 | 1968 | 1975 | 1982 | 1990 | 1999 | 2006 | 2013 |
| Einwohner                  | 483  | 474  | 448  | 457  | 467  | 546  | 662  | 818  |
| Quellen: Cassini und INSEE |      |      |      |      |      |      |      |      |

## Sehenswürdigkeiten
- Kirche Saint-Clément